# Australian Men's Clay Court Challenger 2005
L'Australian Men's Clay Court Challenger 2005 è stato un torneo di tennis facente parte della categoria ATP Challenger Series nell'ambito dell'ATP Challenger Series 2005. Il torneo si è giocato a Canberra in Australia dal 4 al 10 aprile 2005 su campi in terra rossa.

## Vincitori

### Singolare
Chris Guccione ha battuto in finale  Lars Übel con il punteggio di 7–5, 6–1

### Doppio
Richard Fromberg /  Chris Guccione hanno battuto in finale  Werner Eschauer /  Vasilīs Mazarakīs con il punteggio di 6–1, 6–2